# Capella del Cementiri (Montesquiu)
La Capella del Cementiri és una obra neoromànic de Montesquiu (Osona), adossada al mur de darrere del conjunt. És inclosa a l'Inventari del Patrimoni Arquitectònic de Catalunya. L'interior va ser rehabilitat el 2023.

## Descripció
Petita capella de planta quadrada amb capçalera d'absis trilobat. Té la coberta a dues vessants de teula àrab i els murs de petits carreus de pedra escairats. A la façana principal, orientada a ponent, es poden veure arcuacions llombardes i una finestra sobre la porta única d'accés, dovellada. Just a sota la teulada i a tot el fris es pot veure una senzilla decoració de dents de serra. Corona la teulada una creu de pedra.
L'interior és cobert amb voltes, per una volta bufada a la part central amb arcs de mig punt motllurats a les interseccions amb les voltes de l’absis i de les capelles laterals. A cada capella lateral hi ha  un sarcòfag de marbre, una caixa suportada sobre quatre columnes amb capitells esculpits amb decoracions vegetals i florals, amb elements arquitectònics d’estil neogòtic i historicista. Són dedicats als benefectors de l'edific: Maria Anna Espadaler i Arimany a l'esquerra i Ramon Parramon i Marti a la dreta.
L'interior presenta importants plaques d'humitat. Té el terra de cairons i als murs es poden veure restes de policromia d'escàs valor, sobre guix. Hi ha una petita capella a tramuntana.

## Història
Capella construïda a la darreria del segle xix amb l'única funció de capella del cementiri. Si bé que pertanyia al municipi de Sant Quirzeen quan es va construir, la capella ha depès sempre de la parròquia de Montesquiu. El seu ús esporàdic i poc habitual l'ha fet caure en un estat de semi-abandonament que es veu sobretot a l'interior. L'aspecte extern és bo i no presenta cap problema estructural important. Constitueix una mostra, potser poc afortunada, de l'arquitectura neoromànica de final del segle xix.
Durant anys va ser tancada i només va servir com a magatzem del servei funerari, va reobrir al públic l'octubre de 2023 després d'una neteja i restauració per Anna Corredera i la brigada municipal.